# Tomislav Volek
Tomislav Volek (* 11. Oktober 1931 in Prag) ist ein tschechischer Musikwissenschaftler, der sich speziell mit Mozart beschäftigt.

## Leben
Volek studierte von 1950 bis 1955 Musikwissenschaft und Geschichte an der Prager Karls-Universität. Anschließend war er bis 1964 Assistent an dem musikwissenschaftlichen Lehrstuhl der Philosophischen Fakultät und von 1965 bis 1976 wissenschaftlicher Mitarbeiter an dem musikwissenschaftlichen Institut der Akademie der Wissenschaften. Während des kommunistischen Regimes versuchte er in Rezensionen und Artikeln über namhafte ausländische Forscher (Georgiades, Besseler, Merriam, Lissa u. a.) Alternativen zu den tschechischen marxistischen Dogmatikern darzustellen. Da er es während der politischen „Normalisierung“ ablehnte, seine Äußerungen im Artikel Einige Bemerkungen zum Thema Musik und Politik vom anthropologischen Gesichtspunkt (Über Musik und Politik. Mz. 1971) zu widerrufen, verlor er Ende 1976 seine Stellung in der Akademie und arbeitete bis 1989 freiberuflich.
Die nach der Wende wieder erlangte Möglichkeit, systematische Forschungsarbeit zu betreiben, nötigte dem nun bereits 60-jährigen Volek die Entscheidung ab, zu welchen Themen er wissenschaftlich zurückkehren sollte. Die Bereiche Ikonographie und Anthropologie mussten ad acta gelegt werden. Der Mozart-Problematik, v. a. den im Prager Nostitztheater uraufgeführten Opern Don Giovanni und La clemenza di Tito, blieb er treu, und unter den neuen Gegebenheiten organisierte er im Mozart-Jubiläumsjahr 1991 in schneller Folge eine internationale Konferenz in Prag und wurde als Referent zu weiteren Mozart-Konferenzen nach London und Madrid eingeladen. Er konnte auch seine pädagogische Tätigkeit an der Philosophischen Fakultät wiederaufnehmen und als externe Lehrkraft eine jährliche Wahlvorlesung nebst Hauptseminar Die italienische Oper im 18. Jahrhundert in den böhmischen Ländern anbieten. Die Themen seiner Vortragszyklen bis 2001 waren dreimal „Mozarts Opern“, „Ausgewählte Kapitel über den musikalischen Klassizismus“, „Europäische Musik – eine vergleichende Studie“ und „Interpretation der Musik des 17. und 18. Jahrhunderts“. 1998 habilitierte mit der Arbeit Kapitel aus der Geschichte der italienischen Oper in den böhmischen Ländern im 18. Jahrhundert. Innerhalb des Akademie-Instituts war er 2000 bis 2001 Leiter des Projekts „Die italienische Oper in Böhmen im 18. Jahrhundert“.
Seit 1989 ist Volek Vorsitzender der Mozart-Gemeinde in der Tschechischen Republik. An der Spitze ihres Ausschusses führte er einen nahezu 20-jährigen Rechtsstreit über die Rückgabe der konfiszierten Villa Bertramka an die Mozart-Gemeinde, die erst im Dezember 2009 erfolgte.
Die Internationale Stiftung Mozarteum in Salzburg zeichnete Volek im Januar 1992 als ersten Tschechen mit der Silbermedaille für Verdienste auf dem Felde der Mozartforschung aus. 2009 wurde er zum Ehrenmitglied der Mozart Society of America gewählt. 2017 hat die Akademie für Mozart-Forschung bei Stiftung Mozarteum Salzburg Voleks „langjährige und vielseitige Verdienste um die Mozart-Forschung gewürdigt“ und Tomislav Volek wurde als Ehrenmitglied der Akademie für Mozart-Forschung gewählt.

## Bücher
- Dějiny české hudby v obrazech = Geschichte der tschechischen Musik in Bildern = The history of Czech music in pictures : od nejstarších památek do vybudování Národního divadla. Supraphon, Prag 1977.
- Mozartův Don Giovanni : výstava k 200. výročí světové premiéry v Praze 1787–1987. Státní knihovna ČSR, Prag 1987.
- Prague operatic traditions and Mozart’s Don Giovanni. In: Mozart’s Don Giovanni in Prague. Theatre Institute Prague 1987, S. 21–91.
- The Mozartiana of Czech and Moravian archives. Archives Dept. of the Czech Ministery [i.e. Ministry] of Interior, Prag 1991.
- Die Bedeutung der Prager Operntradition für das Entstehen des Don Giovanni und Titus. In: Mozarts Opern für Prag. Divadelní ústav Praha, 1991, S. 21–100.
- Milada Jonášová, Tomislav Volek (Hrsg.): Böhmische Aspekte des Lebens und des Werkes von W. A. Mozart. Institut für Ethnologie der Akademie der Wissenschaften der Tschechischen Republik, v.v.i und Mozartgemeinde der Tschechischen Republik. Prag 2011
- Tomislav Volek: Mozart, die italienische Oper des 18. Jahrhunderts und das musikalische Leben im Königreich Böhmen. Mit der Don-Juan-Studie von Vladimír Helfert, herausgegeben von Milada Jonášová und Matthias J. Pernerstorfer. 2 Bände. Hollitzer Wissenschaftsverlag, Wien 2016.

## Artikel
- Camillo Schoenbaum: Tomislav Volek. In: Stanley Sadie (Hrsg.): The New Grove Dictionary of Music and Musicians. Zweite Ausgabe, Bd. 26. London 2001, S. 881–882.
- Tomislav Volek: Volek, Tomislav. In: Ludwig Finscher (Hrsg.): Die Musik in Geschichte und Gegenwart. Zweite Ausgabe, Supplement für beide Teile. Bärenreiter/Metzler, Kassel u. a. 2008, ISBN 978-3-7618-1139-9, Sp. 1050–1051 (Online-Ausgabe, für Vollzugriff Abonnement erforderlich).